# William Jennings Bryan
William Jennings Bryan (født 19. marts 1860 i Salem, død 26. juli 1925 i Dayton) var en amerikansk politiker. Han blev nomineret til Demokraternes præsidentkandidat i 1896, 1900 og 1908. Han tabte dog hver gang.
Han var USA's udenrigsminister fra 1913-1915.